# オリエント工業
オリエント工業（オリエントこうぎょう）は、日本の東京都台東区にある有限会社ツチヤ商会が、ラブドールを製造・販売するときに使用しているブランド名である。
かつては、ダッチワイフを販売していたが、その後はリアルなラブドールを主に製造・販売している。

## 概要

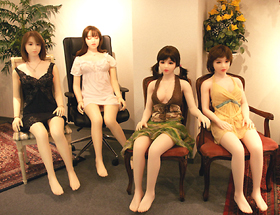
オリエント工業製ラブドールの例

創業者の土屋日出夫は、在日アメリカ軍専門の引っ越し業者で働いていた際、知人に誘われ東京都台東区の上野および浅草でアダルトショップの経営を始めた。当時のダッチワイフがあまりにも空気漏れが多いなど、店で取り扱っていた女性用の性具(バイブレータ)と比べて著しく実用性が低く、改良も進んでいなかった。また親交のあった脳神経科医や常連客から、障害者が実際の性行為を行うこともままならぬ状況におかれながらも性欲をもてあまし、また風俗嬢にも相手にされないなど非常に難儀しているという実情を知った土屋は、経営していた1店舗を売却した資金で1977年（昭和52年）にオリエント工業を創業し、男性向けダッチワイフの開発に乗り出した。
障害者については、性処理相談や10%の障害者割引制度などで支援を行っている。当初は同社によればそもそも開業当時は障害者へ向けての販売しか行っておらず、通信販売時にも障害者手帳の写し提示を必要としていた。それが「高齢者なら」「独身男性なら」「既婚者でも単身赴任中なら」と、徐々にハードルは下がっていった。
2012年ではシリコーン製、ソフトビニール製の製品が多い。シリコーンを使うことで、透明感のあるヒトの肌の再現を実現している。購入は原則として通信販売であるが、東京都台東区上野のショールームでは、直接納品後に持ち帰ることも可能。
同社のラブドールのボディと頭部の原型は、それぞれ専門の造形師が担当している。アルバイトも受け入れており、芸術大学などに求人を出している。ボディ原型の担当の大澤瑞紀は、東京藝術大学で彫刻を学んでいた際、大学の学生課に出ていたアルバイト募集を見て応募し、大学院修了後にそのまま就職した。2024年時点では3名の卒業生を雇用している。
また、オリエント工業製ドールを時間貸しするレンタル業者、ラブドール風俗も存在する。同社との関係は不明である。ドールが高額な事がレンタルを利用する一因であり、そのサイズ・存在感を鑑み、購入後の維持出来るかを確認する意味合いからも、実際に試してから購入するというケースも多い。
2010年には歯学部生の訓練用として、テムザックと昭和大学歯学部が共同開発した患者ロボット『昭和花子』の軟部組織再現の技術協力や、警察が事件の再現に利用するなど、ラブドール以外の分野にも進出を始めている。なおテムザックのプレスリリースでは、オリエント工業の関与について触れられていない。
2012年、ドン小西、糸井重里、壇蜜らと共に、第15回みうらじゅん賞を受賞。
2024年8月21日、代表の土屋日出夫が体調面の問題から引退することに伴い、全ての事業を終了することを発表した。
2024年11月1日、海外ECサイトなどを手がけていた岡本祐也が新代表に就き、営業再開されることが発表された。

## エピソード
製品のリアリティーさから、ショールームへの搬入時に死体と間違われ、警視庁に踏み込まれたことが幾度かある。
不要になった際にはオリエント工業に郵送すれば「里帰り」として引き取り、処分と人形供養を行うといったサービスもある。徴収した供養料は人形供養を依頼している神社へ渡されている。ちなみに、出荷は嫁入りと称する。
オリエント工業は永沢光雄『風俗の人たち』での取材に対し、ダッチワイフに南極と言う語を用いた企業は当社が初であり、当社が元祖であるという旨を主張している。

## 歴史

### 創業初期
高級ダッチワイフで参入
1977年に創業、高級ダッチワイフ「微笑」(ほほえみ)発売。購買層として想定していた障害者は加減を持ってパンクしない程度に体重をかけることが困難な傾向があると見込まれ、特に使用者の体重が直接にかかる腰部は空気式では強度に不安があるとの判断から、空気式をベースに、腰部にウレタンを採用、ソフトビニールを頭部と乳房に使用。
ただし、構成は顔と胴体のみであり手足はなく、トルソ状だった。当時1 - 2万円が相場だったダッチワイフ業界に、38,000円の価格で参入した。

### 1980年代
フィリピン系の新商品の投入
1982年に新製品、「面影」(おもかげ)を発売。発泡ウレタンの骨格にラバー、ラテックスで皮膚を被せるという構造で、手足は取り外し式。空気式の強度が問題となっていた背景があり、利用者の体重120kgまで対応、脚の開脚は90度まで。「微笑」と比較し、型をフィリピン人のモデルから取るなど各所の造形はかなり写実的になっている。販売価格は実に158,000円となった。
関節可動
その後、「面影」をベースに、1987年にはより大胆な開脚が可能となったほか一部の関節を可動とした「影身」(かげみ)を発売した。

### 1990年代
頭部のバリエーション選択
1992年に全体的な改良を施した「影華」(えいか)、更に1997年には頭部を3種類から選択可能な「華三姉妹」が登場した。
ソフトビニール化
「面影」系のラテックス製ダッチワイフは、何分ラテックス自体がデリケートな素材であり、メンテナンスも大変だったことから、1997年には従来の商品をソフトビニール仕様に改めた「明日香」を発売した。
ロリータ系
そして1999年には造形を現代風に改めた上で、全身をソフトビニールで造形した新製品、身長140cmの少女系プチソフト「アリス」を発売。体型自体は幼児体型、少女体型という訳ではなく、成人女性のミニチュアである。これが大ヒットとなり、売り上げは従来の5 - 6倍にも達した。

### 2000年代
シリコン素材によるリアルドール化
その後、世間ではリアルドールが流行を見せ、「アリス」のリアルドール化、すなわちシリコン化を要望する声が強くなった。いかんせん新素材であるため、色や耐久性の追求など、開発には苦労があったものの、「アリス」のヒットで開発に資金をつぎ込める環境にあり、2年の開発期間を経て、2001年にはシリコン製のプチジュエル「アリス」を発売。販売価格は56万円にまで跳ね上がった。
オリエント工業のウェブサイトにて、当初は差し当たって初回50体の受注生産を行う予定だったが、受け付け開始から予想を上回る注文が入り、20分後に慌てて受付を停止した時にはその注文数は実に120件、新規の受注を3ヶ月間停止せざるを得ないという事態に陥る。次の受注でもやはり3ヵ月で100件といった状態であり、注文が落ち着くまで生産工場は修羅場だった。
ただし、まだ技術的な蓄積が足りず、後発の製品と比較すれば、やはり強度を優先したために皮膚のシリコンの肌触りは、若干固かった。
人造乙女博覧会
2007年6月には創業30周年を記念し、銀座の画廊『ヴァニラ画廊』にて製品や金型を公開する「人造乙女博覧会」を開催した。同イベントはその後も不定期に開催された。2017年5月20日から6月11日にかけて東京・渋谷のアツコバルーにて創業40周年記念展「今と昔の愛人形」が開催された。

### 2010年代
より写実的なドールへ
その後、より肉感的な、大人の、グラマラスなドールをとの声に応え、セクシーなドールも開発・販売しており、2010年現在、公式ウェブサイトによれば、Gカップのドールも用意されている。その他、手足を取り外し可能とし収納性を高めた「ジュエルライト」、写実性を求め、一部実際の女性から型を取って制作した「真央」などの製品もある。
頭部のオーダーメイド化
2020年、オーダーメイド頭部の受注を開始した。

### 2020年代
事業終了
2024年8月21日、オリエント工業が事業終了することを発表。同年9月20日をもって、ギャラリーとショールームが閉店した一方、工場でのメンテナンスとサポートは継続されることになった。
2024年11月1日、新代表の下で事業を再開、11月11日にショールームが再開された。既存製品の軽量化の他、10cm～70cmの球体関節人形や福祉ロボットなど他分野への進出や海外での販売などを計画している。

## ファンタスティック
2000年から、「オリエント工業」とは別ブランドである「ファンタスティック」での活動も行っていた。2012年3月22日にファンタスティックとしての運営を終了している。
比較的写実的なオリエント工業ブランドのドールとは全く赴きが異なり、アニメ・マンガなど、2次元の世界の美少女をそのまま等身大で立体化したかの様な造形の頭部を持ったドールを販売していた。2010年現在では、10万円 - 20万円台の商品が多い。
なお、首から下の胴体部分は、ソフトビニール製のほか、シリコン製のものも選択可能である。
ラインナップ
- エルミナ
- メグ
- ティナ
- ティセ
- しぃな
- 岳画殺 (アリスソフトとのコラボレーション)

オリジナルペイントを行うユーザー向けに、ティナ・ティセヘッドの無塗装ヘッドも発売されていた。ティナとティセは目のペイントの違いのみで、造形は共通である。
ドール以外にもオリジナルの着せ替え衣装、靴、ウィッグなどを販売していた。また、ティナとティセは専用メイド服が設定されていた。
胴体部分はオリエント工業のCandyGirlプチアリス(後にプチソフト)と共通の為、ホール部分や頭部の接続方式は共通である。2012年3月よりシリコンボディは頭部の接続方式が改良された為、ファンタスティックの各ヘッドも新型シリコンボディとは互換性は無い。但し購入時に別途改造を申し込むことにより球型接続方式に対応可能(ジュエル136/146、ナノシリコン製胴体のみ対応可)。ヘッド、衣装、靴等の衣類はオリエント工業ブランドでも発売されており、各パーツが個別に注文が可能であった。